# Giro del Piemonte 1969
Il Giro del Piemonte 1969, cinquantanovesima edizione della corsa, si svolse l'8 marzo 1969 su un percorso di 158 km. La vittoria fu appannaggio dell'italiano Marino Basso, che completò il percorso in 3h28'52", precedendo il danese Ole Ritter ed il connazionale Cesarino Carpanelli.
Sul traguardo di Marano Ticino 105 ciclisti, su 155 partiti da Villalvernia, portarono a termine la competizione. 

## Ordine d'arrivo (Top 10)
| Pos. | Corridore           | Squadra        | Tempo    |
| ---- | ------------------- | -------------- | -------- |
| 1    | Marino Basso        | Molteni        | 3h28'52" |
| 2    | Ole Ritter          | Germanvox-Wega | s.t.     |
| 3    | Cesarino Carpanelli | Gris 2000      | s.t.     |
| 4    | Patrick Sercu       | Faema          | s.t.     |
| 5    | Ercole Gualazzini   | Max Meyer      | s.t.     |
| 6    | Guido Neri          | Max Meyer      | s.t.     |
| 7    | Wladimiro Palazzi   | Sagit          | s.t.     |
| 8    | Gigi Sgarbozza      | Max Meyer      | s.t.     |
| 9    | Giorgio Favaro      | Filotex        | s.t.     |
| 10   | Gianfranco Bianchin | Gris 2000      | s.t.     |